# Il silenzio sul mare
Il silenzio sul mare (あの夏、いちばん静かな海。?, Ano natsu, ichiban shizuka na umi., lett. "Quell'estate, il mare più tranquillo.") è un film del 1991 diretto da Takeshi Kitano.

## Trama
Shigeru è un sordo che vive la sua vita apaticamente, diviso fra il lavoro part-time da netturbino e le silenziose passeggiate sul mare con la sua fidanzata (anche lei sorda). Un giorno però, trova una tavola da surf abbandonata vicino ad un bidone dell'immondizia, incontro che gli cambierà la vita. Decide così di imparare a surfare, trovando finalmente uno stimolo nella sua vita: poter cavalcare quelle onde silenziose che tante volte aveva ammirato. Il gestore di un negozio di articoli sportivi, notati i suoi sforzi, lo iscrive ad una gara, ma Shigeru, non sentendo la chiamata al momento della prova viene squalificato. Questo però non lo scoraggia, e grazie anche all'amore della fidanzata, sempre vicina a lui, continuerà imperterrito a cercare di migliorarsi.

## Commento
Al suo terzo lungometraggio, Takeshi Kitano cambia per la prima volta rotta nella sua cinematografia e dalle dure storie yakuza di Violent Cop e Boiling Point - I nuovi gangster passa ad un film che non è altro che un sincero atto d'amore nei confronti del mare, elemento ricorrente praticamente in tutte le sue opere. Il mare che, un po' come i personaggi dei suoi film, riesce ad essere dolce e spietato contemporaneamente, così infinitamente bello e crudele.
Il protagonista, rassegnato ad una vita incolore, riuscirà proprio grazie al mare a trovare uno stimolo, a dare un senso alla propria esistenza, ma anche a causa della sua impetuosità troverà la propria morte.

## Colonna sonora
Questa partitura musicale è la prima realizzata da Joe Hisaishi per Takeshi Kitano. Il loro sodalizio durerà per altri 6 film.
Tracklist:
1. "Silent Love (Main Theme)" - 6:52
2. "Cliffside Waltz I" - 3:58
3. "Island Song" - 3:39
4. "Silent Love (In Search of Something)" - 1:10
5. "Bus Stop" - 5:11
6. "While At Work " - 1:22
7. "Cliffside Waltz II" - 3:44
8. "Solitude" - 1:12
9. "Melody of Love" - 1:41
10. "Silent Love (Forever)" - 3:30
11. "Alone" - 1:04
12. "Next Is My Turn" - 0:45
13. "Wave Cruising" - 4:02
14. "Cliffside Waltz III" - 3:40

## Riconoscimenti
- 1992 - Awards of the Japanese Academy
  - Miglior colonna sonora
  - Miglior esordiente dell'anno (Hiroko Oshima)
- 1992 - Blue Ribbon Awards
  - Miglior film
  - Miglior regia
- 1992 - Kinema Junpo Awards
  - Miglior film
- 1992 - Mainichi Film Awards
  - Miglior colonna sonora
  - Miglior sonoro
- 1992 - Yokohama Film Festival
  - Miglior film
  - Miglior regia
  - Miglior colonna sonora
  - Migliore attrice esordiente (Hiroko Oshima)